# الجمعية الأمريكية لجراحي التجميل
الجمعية الأمريكية لجراحي التجميل (بالإنجليزية: American Society of Plastic Surgeons)‏ هي أكبر منظمة متخصصة في الجراحة التجميلية في العالم. تأسست في عام 1931، وتتألف الجمعية من جراحين معتمدين من قبل المجلس الأمريكي لجراحة التجميل أو من قبل الكلية الملكية للأطباء والجراحين في كندا الذين يجرون الجراحة التجميلية والترميمية. تضم 94٪ من جميع جراحي التجميل المعتمدين في الولايات المتحدة ولديها أكثر من 8000 جراح تجميل في جميع أنحاء العالم.

## الأبحاث
تدير الجمعية مؤسسة الجراحة التجميلية، والتي تدعم الأبحاث التي يجريها أعضاء الجمعية من خلال المنح والجوائز والمنح الدراسية. تمول المؤسسة أيضًا برامج البحث التربوي.

## روابط خارجية
- الموقع الرسمي